# М-1
М-1 — радянська електронно-обчислювальна машина. Розроблена в 1950-1951 роках під керівництвом Ісаака Семеновича Брука (член-кореспондента АН СРСР з 1939 року).

## Історія розробки
Розробці цифрових машин передували роботи Брука над аналоговими пристроями — механічними інтеграторами-аналізаторами. 1947 було відомо про створення в США ЕОМ ENIAC. У травні 1948 до роботи Брука приєднався Башир Іскандерович Рамєєв, який потрапив до нього за рекомендацією академіка Берга. Через три місяці Брук і Рамеєв розробили проект автоматичної цифрової обчислювальної машини.
Патентним бюро Держкомітету Ради Міністрів СРСР з впровадження передової техніки в народне господарство зареєстровано винахід Рамєєвим та Бруком цифрової електронної обчислювальної машини (свідоцтво номер 10475 з пріоритетом від 4 грудня 1948 року). Роботу Рамєєва було перервано його призовом на службу до армії (початок 1949 року). Повернути його до Москви вдалося лише через кілька місяців. Після повернення Рамєєв зайняв посаду завідувача лабораторією СКБ-245 Міністерства машинобудування та приладобудування СРСР, створеної з метою розробки цифрових обчислювальних машин. Надалі, в СКБ-245 була спроектована і розроблена ЕОМ «Стріла».
22 квітня 1950 вийшла постанова Президії АН СРСР про початок розробки машини М-1, що дозволило сформувати команду розробників: Микола Якович Матюхін (виконував функції головного інженера), Михайло Олександрович Карцев, Тамара Минівна Александріді, Олександр Борисович Залкінд, Ігор Олександрович Коколевський, Журкін, Юрій Васильович Рогачов, Рене Павлович Шидловський, Владалекс Володимирович Белинський.
Збирання та налагодження машини проходило в лабораторії електросистем Енергетичного інституту (Енін) АН СРСР ім. Кржижановского.
Монтаж машини було розпочато в жовтні 1950 року. Першу половину 1951 автономно налагоджувалися пристрої. Влітку 1951 М-1 вже могла виконувати основні арифметичні операції. Комплексне налагодження машини було завершено до кінця року. У січні 1952 почалася дослідна експлуатація. Перші завдання, які вирішувалися на М-1, ставилися Соболєвим, заступником Курчатова з наукової роботи. На той час М-1 і МЕСМ були єдиними працюючими в Радянському Союзі ЕОМ. М-1 було виготовлено в єдиному екземплярі.

### Технічні характеристики
- Система числення: двійкова, 25 розрядів у машинному слові
- Швидкодія: 15-20 операцій в секунду над 25-розрядними словами
- Пам'ять: 256 слів на магнітному барабані («повільна» пам'ять), 256 слів на електростатичних трубках («швидка» пам'ять)
- Система команд: двоадресна
- Елементна база: 730 електровакуумних ламп; німецькі купроксні випрямлячі, отримані з репарацій
- Споживана потужність: 8 КВт
- Площа: 4 м²

## М-2
У квітні 1952 в тій же лабораторії були розпочато роботи з проектування машини M-2, під керівництвом М. А. Карцева. В кінці 1952 року нова машина була змонтована і проходила налагодження. У січні 1953 М-2 вже працювала. На той час в СРСР крім М-2 працювали лише МЕСМ, БЕСМ-1 і «Стріла».
Метою проекту було створення універсальної ЕОМ для вирішення широкого кола науково-технічних завдань. Особливу увагу приділяли мінімізації кількості електронних ламп з результуючим підвищенням надійності, зменшенню габаритів і споживаної потужності.
Продуктивність машини — близько 2000 операцій в секунду, елементна база — напівпровідникові діоди і 1676 електровакуумних ламп. ОЗП складався з основного електростатичного, на 512 слів з часом доступу 25 мкс, та додаткового того ж обсягу на магнітному барабані. Також був зовнішній запам'ятовуючий пристрій на магнітній стрічці. ЕОМ займала 22 м² і споживала 29 кВт. Особливістю машини була можливість роботи як з плаваючою, так і з фіксованою комою. Машина працювала в двійковій системі числення і мала триадресну структуру команд. Єдиний екземпляр експлуатувався близько 15 років.

## М-3
Майже одночасно з М-2 в тій же лабораторії під керівництвом Матюхіна було розпочато проектування машини М-3. 1956 державній комісії був представлений перший зразок М-3, передбачалося серійне виробництво машини.
Документацію на М-3 пропонували різним установам для виготовлення ЕОМ власними силами. Єреванським інститутом математичних машин, на основі документації на М-3, були побудовані ЕОМ «Арагац» та «Раздан». Крім того, комплекти документації отримали: академік Трапєзніков для Інституту проблем управління (ІПУ) АН СРСР, група кібернетичних досліджень Угорської АН у Будапешті, 1957 документація передана в Китай (ЕОМ була зібрана на пекінському телефонному заводі, за допомогою Лопато).
З вересня 1959 року М-3 випускалася серійно на Мінському заводі обчислювальних машин ім. Орджонікідзе. У машині використовувалося 774 електровакуумні лампи, споживана потужність — 10 кВт, площа — 3 м². Перша модифікація мала пам'ять на магнітному барабані і швидкодію в 30 операцій за секунду (випущено 16 машин). В 1960 використовувалася пам'ять на феритових сердечниках ємністю 1024 31-розрядних слів, швидкодія збільшилася до 1000 оп/сек (до кінця 1960 року випущено 10 машин). З серпня 1960 завод перейшов на випуск ЕОМ власної розробки — «Мінськ-1».
Найважливішою особливістю машини є те, що в ній (вперше у обчислювальній техніці в СРСР) був застосований асинхронний принцип роботи центрального пристрою управління.
Серйозний недолік машини — відсутність зовнішньої пам'яті — всі дані, необхідні для обчислень, можуть вводиться тільки в оперативний запам'ятовуючий пристрій.